# カスティリオーネ・オローナ
カスティリオーネ・オローナ（イタリア語: Castiglione Olona）は、イタリア共和国ロンバルディア州ヴァレーゼ県にある、人口約7,600人の基礎自治体（コムーネ）。

## 地理

### 位置・広がり

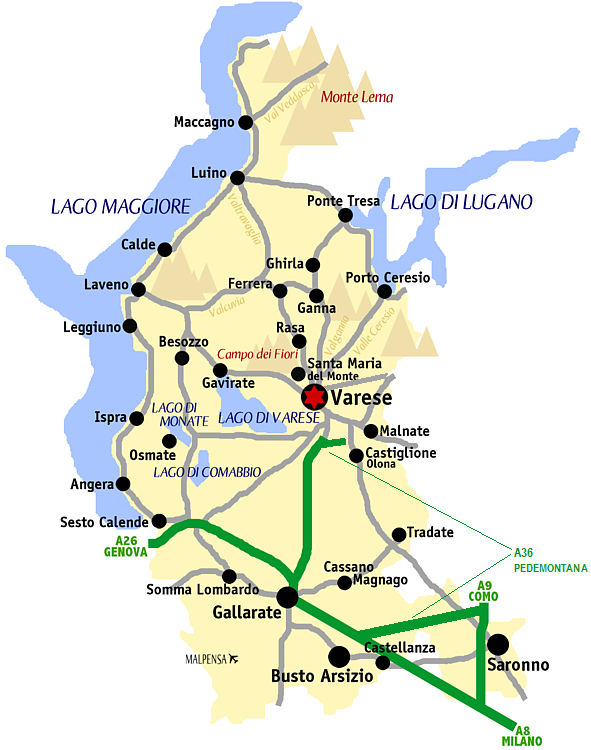
ヴァレーゼ県概略図

#### 隣接コムーネ
隣接するコムーネは以下の通り。
- カロンノ・ヴァレジーノ
- ゴルナーテ＝オローナ
- ロッツァ
- モラッツォーネ
- ヴェダーノ・オローナ
- ヴェネゴーノ・インフェリオーレ
- ヴェネゴーノ・スペリオーレ

### 地震分類
イタリアの地震リスク階級 (it) では、4 に分類される
。

## 文化・観光
「スローシティ」加盟都市である。

## 姉妹都市
- Étupes、フランス